# Alexandra Abbt
Alexandra Abbt-Mock (* 1971) ist eine Schweizer Politikerin (CVP) und war von 2005 bis September 2014 Mitglied im Grossen Rat des Kantons Aargau.

## Biografie
Abbt erhielt eine Matura B und wurde später als Buchhändlerin tätig. Seit Dezember 2000 gehört sie dem Gemeinderat von Islisberg an und bekleidet dort seit 2010 das Amt des Gemeindeammann. Im Februar 2005 wurde sie in den Grossen Rat des Kantons Aargau gewählt. Im Sommer 2014 trat sie aus demselben zurück und begann ein Studium an der Theologischen Fakultät der Universität Luzern. Ihr Parteikollege Marco Beng rückte für sie im August in den Grossen Rat nach.
Nach ihrem Master-Abschluss in Theologie im Jahr 2019 absolvierte sie den NDS Berufseinführung des Bistums Basel und arbeitete als Seelsorgerin in einer Zuger Pfarrei. Mit dem Eintritt in den Kirchlichen Dienst trat sie aus dem Gemeinderat und von ihrem Amt als Gemeindeammann von Islisberg zurück.
Abbt ist verheiratet und hat zwei Töchter.